# Mons-Boubert
Mons-Boubert é uma comuna francesa na região administrativa de Altos da França, no departamento de Somme. Estende-se por uma área de 9,53 km². Em 2010 a comuna tinha 562 habitantes (densidade: 59 hab./km²).